# Boumahra Ahmed
Boumahra Ahmed est une commune de la wilaya de Guelma en Algérie.

## Géographie
Cette commune est localisée dans la wilaya de Guelma (24). Elle dépend de la daïra (sous-préfecture) de Gelaât Bousbaä.

## Histoire
Boumahra Ahmed est une commune qui tire son nom d'un maquisard de l'ALN[réf. nécessaire] durant la Guerre d'Algérie et originaire de la commune. Celle-ci portait le nom de Petit durant la période de l'Algérie française.

## Économie
Boumahra Ahmed est une commune située dans une région très fertile, entourée de nombreux oueds. Son économie est principalement basée sur l'exploitation agricole ainsi que l'extraction et traitement de marbre destiné principalement à l'exportation.